# Maurice Etienne
Maurice Auguste Etienne, né le 22 novembre 1921 à Paris 14e et mort le 3 mars 2008 à Colombes, et un coureur cycliste Français, spécialiste de la piste

## Biographie
Son père boulanger à Mitry puis à Levallois-Perret, pratiquant surtout la gymnastique, initie ses fils aux joies de l'éducation physique et du culturisme. Et, à 10 ans, Maurice est second du concours du « Plus bel enfant de France », organisé par L'Auto. Les deux frères Etienne s'entraine aux côtés des frères Lemoine, alors que leur père dirige un club cycliste à Massy-Verrières. Maurice court ensuite avec André Degelas, au Villeparisis-Mitry Sportif dont son père fait partie. Et à 15 ans, il termine 10e du championnat de Paris universitaire, après crevaison dans les 17-Tournants.
Elève au lycée Rollin, il passe les deux parties du baccalauréat et abandonne la compétition cycliste. Maurice Etienne fait ses premières armes comme nageur, il gagne une coupe de brasse, en 1938, au lycée Rollin. il pratique assidûment le cross et l'athlétisme; il obtient surtout de bons résultats dans les lancements du poids et du disque.
C'est en 1940 qu'il recommence à se consacrer sérieusement au cyclisme en participant à de petites courses de fête dans la région de Massy. A la fin de l'été 1941, de retour à Paris, Etienne se remet à la route et participe aux épreuves organisées autour de Longchamp et fait troisième d'une finale . C'est là que M. Nicot, directeur sportif de la Pédale Levalloisienne, le remarque et songe à l'orienter vers la vitesse,.
Il fait ses débuts au Vel' d 'Hiv', durant l'hiver 1941-1942, dans la course de la Médaille. Ses progrès sont extrêmement rapides et en février, il remporte deux Médailles hebdomadaire de suite, se qualifiant ainsi pour la grande finale qu'il enlève devant Henri Aubry et  Albert Gouery,.
Il décide donc de renoncer à la route pour se cantonner exclusivement dans le domaine de la vitesse. Courant le plus souvent au Parc des Princes, il remporte plusieurs succès durant la saison d'été 1942 et se distingue notamment dans le Critérium d'été, huit jours avant le championnat de France, où il bat Guy Claisv en réalisant 11 s 1/5 aux 200 mètres. Au championnat de France, à Angers, il est en très bonne condition, mais est éliminé en demi-finale par Jacques Verna qui s'adjuge le titre. Maurice Etienne reprend le chemin du Vel' d 'Hiv', en décembre, mais au bout de deux dimanches, une bronchite survient et il est  immobilisé jusqu'à la fin de la saison d'hiver.
Un peu affaibli, Etienne fait sa rentrée à la Cipale, en 1943, sans grande confiance mais, la forme revient très rapidement. Et au mois de juin, alors que chacun le croit encore en condition médiocre, Maurice Etienne bat toutes les vedettes du sprint amateur. Gagnant du prix Alfred Riguelle, au cours du meeting du Grand Prix de Paris, il accède en demi-finale du prix de l'Espérance, battant lacoponelli, Claisy, en couvrant le 200 m. en 12" 2/5, temps que réalisa Gérardin, vainqueur du Grand Prix de Paris,. À partir de ce moment, il songe sérieusement au championnat de France et s'astreint à un entraînement très sévère. Par ailleurs, pendant les trois dimanches précédant le championnat, Etienne commet de lourdes fautes tactiques. Si bien qu'à Montauban, nul ne pense qu'il peut être un rival pour le grand favori Pierre Iacoponelli. Maurice Etienne, qui a coupé son entraînement, est en revanche assez confiant. En quart de finale, opposé au redoutable montreuillois Henri Sensever, Etienne passe l'obstacle . En demi-finale, on lui donne pour rival la « terreur » Iacoponelli alors que Marc Cautenet a affaire au jeune Bordelais Brizon. Contre « Iaco » qu'il sait terriblement impressionnable, Etienne court très adroitement en employant la tactique de l'autorité : il accélère progressivement et quand Iacoponelli vient l'attaquer largement à l'extérieur, Etienne, bien lancé, peut facilement résister à son assaut. En finale, Etienne, mis en pleine confiance, se comporte avec une assurance encore plus grande et c'est très facilement qu'il se débarrasse de Cautenet dans chacune des deux manches.
Il passe professionnel (aspirant) en 1944. Il gagne le prix de l'Espérance, repêchage du Grand Prix de Paris.

## Palmarès

### Championnat de France
- Champion de France de vitesse des amateurs et  indépendants : 1943[9]

### Grands-prix
- 1943
  - Prix Alfred Riguelle (Grand Prix de Paris amateur)
  - 2e du Prix de l'Espérance
  - 2e du Grand Prix Cyclo-Sport de vitesse

- 1944
  - Prix de l'Espérance
  - 2e du Prix Lucien Michard[10]
  - 3e du Prix Julien Pouchois